# Preša
Preša – wieś w Słowenii, w gminie Majšperk. W 2018 roku liczyła 86 mieszkańców.